# Chiesa di San Paolo della Croce (Roma)
La chiesa di San Paolo della Croce è un luogo di culto cattolico di Roma, situato su via Poggio Verde, nel suburbio Gianicolense.
Fu costruita nel 1983 su progetto dell'architetto Ennio Canino ed inaugurata il 16 aprile dello stesso anno.
La chiesa è sede parrocchiale, eretta il 1º luglio 1977 con il decreto del cardinale vicario Ugo Poletti "Il Sommo Pontefice".
Dal 25 maggio 1985 insiste su di essa il titolo cardinalizio San Paolo della Croce a Corviale.